# Campeonato de Primera División D 1977
El Campeonato de Primera División D de 1977 fue la vigésimo séptima temporada del certamen. Se disputó entre el 26 de marzo y el 10 de diciembre de 1977.
Los nuevos participantes fueron Brown de Adrogué y Ferrocarril Midland, descendidos de la Primera C 1976.
El torneo consagró campeón por primera vez a General Lamadrid, que de esta manera obtuvo el único ascenso de la temporada.

## Ascensos y descensos
| Pos. | Ascendidos de la Primera D 1976 |
| ---- | ------------------------------- |
| 1º   | Defensores de Cambaceres        |
| 2º   | Berazategui                     |

| Pos. | Descendidos de la Primera C 1976 |
| ---- | -------------------------------- |
| 8º   | Brown de Adrogué                 |
| 9º   | Ferrocarril Midland              |

## Equipos participantes
| Equipo                | Lugar             | Estadio                   |
| --------------------- | ----------------- | ------------------------- |
| Acassuso              | Boulogne Sur Mer  | No posee                  |
| Atlas                 | General Rodríguez | Ricardo Puga              |
| Brown                 | Adrogué           | Brown de Adrogué          |
| Cañuelas              | Cañuelas          | El Cajón                  |
| Central Ballester     | Villa Ballester   | Italia y Moreno           |
| Centro Español        | Villa Sarmiento   | No posee                  |
| Defensores de Almagro | Balvanera         | No posee                  |
| Deportivo Paraguayo   | San Telmo         | No posee                  |
| Ferrocarril Midland   | Libertad          | Ciudad de Libertad        |
| Ferrocarril Urquiza   | Villa Lynch       | Monumental de Villa Lynch |
| General Belgrano      | Tapiales          | José María Moraños        |
| General Lamadrid      | Villa Devoto      | General Lamadrid          |
| Ituzaingó             | Ituzaingó         | Ituzaingó                 |
| Juventud Unida        | Muñiz             | Sarmiento y Azcuénaga     |
| Leandro N. Alem       | General Rodríguez | Leandro N. Alem           |
| Pilar                 | Pilar             | No posee                  |
| Piraña                | Parque Patricios  | No posee                  |
| Sportivo Barracas     | Barracas          | No posee                  |
| Puerto Nuevo          | Campana           | Municipal de Campana      |
| Sacachispas           | Villa Soldati     | Lacarra y Barros Pazos    |
| San Martín            | Burzaco           | Francisco Boga            |
| Sportivo Palermo      | Palermo           | No posee                  |
| Yupanqui              | Villa Lugano      | No posee                  |

### Distribución geográfica de los equipos
| Región                                   | Cant. | Equipos |
| ---------------------------------------- | ----- | --- |
| Conurbano bonaerense                     | 11    | Acassuso, Brown (A), Central Ballester, Centro Español, Ferrocarril Midland, Ferrocarril Urquiza, General Belgrano, Ituzaingó, Juventud Unida, Pilar y San Martín (B) |
| Ciudad de Buenos Aires                   | 8     | Defensores de Almagro, Deportivo Paraguayo, General Lamadrid, Piraña, Sacachispas, Sportivo Barracas, Sportivo Palermo y Yupanqui                                     |
| Interior de la provincia de Buenos Aires | 4     | Atlas, Cañuelas, Leandro N. Alem y Puerto Nuevo |

## Sistema de disputa
Los 23 equipos se dividieron en 2 zonas de 11 y 12. Cada zona se disputó bajo el sistema de todos contra todos a 2 ruedas. Los 5 mejores de cada zona clasificaron al campeonato.
El campeonato se disputó bajo el sistema de todos contra todos a 1 rueda. El mejor equipo se consagró campeón y obtuvo el único ascenso.

## Zona Norte

### Tabla de posiciones
| Pos. | Equipo              | Pts. | PJ | PG | PE | PP | GF | GC | Dif. |
| ---- | ------------------- | ---- | -- | -- | -- | -- | -- | -- | ---- |
| 1.º  | Acassuso            | 29   | 20 | 11 | 7  | 2  | 46 | 25 | 21   |
| 2.º  | Ferrocarril Midland | 26   | 20 | 11 | 4  | 5  | 40 | 22 | 18   |
| 3.º  | Ituzaingó           | 25   | 20 | 9  | 7  | 4  | 36 | 25 | 11   |
| 4.º  | Leandro N. Alem     | 25   | 20 | 9  | 7  | 4  | 35 | 24 | 11   |
| 5.º  | Central Ballester   | 24   | 20 | 10 | 4  | 6  | 32 | 18 | 14   |
| 6.º  | Juventud Unida      | 23   | 20 | 8  | 7  | 5  | 40 | 27 | 13   |
| 7.º  | Centro Español      | 20   | 20 | 8  | 4  | 8  | 24 | 26 | −2   |
| 8.º  | Atlas               | 16   | 20 | 5  | 6  | 9  | 21 | 34 | −13  |
| 9.º  | Puerto Nuevo        | 14   | 20 | 5  | 4  | 11 | 22 | 41 | −19  |
| 10.º | Sportivo Palermo    | 10   | 20 | 3  | 4  | 13 | 25 | 46 | −21  |
| 11.º | Pilar               | 8    | 20 | 3  | 2  | 15 | 20 | 53 | −33  |

|  | Clasificó al Torneo Decagonal por el campeonato |

### Resultados
| Centro Español   | 0 - 2 | Central Ballester   | Francisco Urbano    | 26 de marzo |
| Sportivo Palermo | 1 - 2 | Pilar               | Kelsey y Bonifacini | 26 de marzo |
| Acassuso         | 3 - 3 | Ituzaingó           | Italia y Moreno     | 26 de marzo |
| Leandro N. Alem  | 2 - 1 | Ferrocarril Midland | Leandro N. Alem     | 26 de marzo |
| Juventud Unida   | 2 - 2 | Puerto Nuevo        | Franco Muggeri      | 26 de marzo |

| Puerto Nuevo        | 0 - 0 | Acassuso         | Municipal de Campana     | 2 de abril |
| Ituzaingó           | 1 - 1 | Atlas            | Pacheco y Mariano Acosta | 2 de abril |
| Pilar               | 2 - 4 | Juventud Unida   | Franco Muggeri           | 2 de abril |
| Central Ballester   | 1 - 0 | Sportivo Palermo | Italia y Moreno          | 2 de abril |
| Ferrocarril Midland | 2 - 0 | Centro Español   | Ciudad de Libertad       | 2 de abril |

| Acassuso         | 4 - 1 | Pilar               | Italia y Moreno     | 9 de abril |
| Sportivo Palermo | 2 - 2 | Ferrocarril Midland | Kelsey y Bonifacini | 9 de abril |
| Atlas            | 3 - 2 | Puerto Nuevo        | Ricardo Puga        | 9 de abril |
| Centro Español   | 1 - 0 | Leandro N. Alem     | Francisco Urbano    | 9 de abril |
| Juventud Unida   | 2 - 1 | Central Ballester   | Franco Muggeri      | 9 de abril |

| Ferrocarril Midland | 4 - 2 | Juventud Unida   | Ciudad de Libertad   | 16 de abril |
| Puerto Nuevo        | 0 - 1 | Ituzaingó        | Municipal de Campana | 16 de abril |
| Leandro N. Alem     | 2 - 3 | Sportivo Palermo | Leandro N. Alem      | 16 de abril |
| Pilar               | 2 - 3 | Atlas            | Franco Muggeri       | 16 de abril |
| Central Ballester   | 0 - 0 | Acassuso         | Italia y Moreno      | 16 de abril |

| Sportivo Palermo | 2 - 4 | Centro Español      | Kelsey y Bonifacini      | 23 de abril |
| Acassuso         | 1 - 2 | Ferrocarril Midland | Italia y Moreno          | 23 de abril |
| Ituzaingó        | 1 - 1 | Pilar               | Pacheco y Mariano Acosta | 23 de abril |
| Juventud Unida   | 1 - 2 | Leandro N. Alem     | Franco Muggeri           | 23 de abril |
| Atlas            | 1 - 4 | Central Ballester   | Ricardo Puga             | 23 de abril |

| Centro Español      | 0 - 0 | Juventud Unida | Francisco Urbano   | 30 de abril |
| Leandro N. Alem     | 2 - 2 | Acassuso       | Leandro N. Alem    | 30 de abril |
| Ferrocarril Midland | 4 - 0 | Atlas          | Ciudad de Libertad | 30 de abril |
| Pilar               | 1 - 2 | Puerto Nuevo   | Franco Muggeri     | 30 de abril |
| Central Ballester   | 2 - 2 | Ituzaingó      | Italia y Moreno    | 30 de abril |

| Ituzaingó      | 2 - 3 | Ferrocarril Midland | Pacheco y Mariano Acosta | 12 de mayo |
| Acassuso       | 2 - 0 | Centro Español      | Italia y Moreno          | 16 de mayo |
| Puerto Nuevo   | 0 - 3 | Central Ballester   | Municipal de Campana     | 16 de mayo |
| Atlas          | 0 - 2 | Leandro N. Alem     | Leandro N. Alem          | 16 de mayo |
| Juventud Unida | 2 - 0 | Sportivo Palermo    | Franco Muggeri           | 16 de mayo |

| Ferrocarril Midland | 5 - 1 | Puerto Nuevo | Ciudad de Libertad  | 21 de mayo |
| Sportivo Palermo    | 1 - 2 | Acassuso     | Kelsey y Bonifacini | 21 de mayo |
| Centro Español      | 0 - 1 | Atlas        | Francisco Urbano    | 21 de mayo |
| Leandro N. Alem     | 2 - 1 | Ituzaingó    | Leandro N. Alem     | 21 de mayo |
| Central Ballester   | 3 - 0 | Pilar        | Italia y Moreno     | 21 de mayo |

| Acassuso     | 1 - 1 | Juventud Unida      | Italia y Moreno          | 28 de mayo |
| Puerto Nuevo | 1 - 3 | Leandro N. Alem     | Municipal de Campana     | 28 de mayo |
| Atlas        | 3 - 3 | Sportivo Palermo    | Ricardo Puga             | 28 de mayo |
| Ituzaingó    | 1 - 0 | Centro Español      | Pacheco y Mariano Acosta | 28 de mayo |
| Pilar        | 0 - 1 | Ferrocarril Midland | Franco Muggeri           | 28 de mayo |

| Centro Español      | 0 - 0 | Puerto Nuevo      | Francisco Urbano    | 4 de junio |
| Sportivo Palermo    | 1 - 3 | Ituzaingó         | Kelsey y Bonifacini | 4 de junio |
| Leandro N. Alem     | 6 - 0 | Pilar             | Leandro N. Alem     | 4 de junio |
| Ferrocarril Midland | 0 - 0 | Central Ballester | Ciudad de Libertad  | 4 de junio |
| Juventud Unida      | 1 - 1 | Atlas             | Franco Muggeri      | 4 de junio |

| Puerto Nuevo      | 2 - 1 | Sportivo Palermo | Municipal de Campana     | 11 de junio |
| Atlas             | 0 - 1 | Acassuso         | Ricardo Puga             | 11 de junio |
| Ituzaingó         | 2 - 2 | Juventud Unida   | Pacheco y Mariano Acosta | 11 de junio |
| Pilar             | 0 - 1 | Centro Español   | Franco Muggeri           | 11 de junio |
| Central Ballester | 1 - 1 | Leandro N. Alem  | Italia y Moreno          | 11 de junio |

| Central Ballester   | 4 - 0 | Centro Español   | Italia y Moreno          | 25 de junio |
| Puerto Nuevo        | 0 - 3 | Juventud Unida   | Municipal de Campana     | 25 de junio |
| Pilar               | 1 - 5 | Sportivo Palermo | Franco Muggeri           | 25 de junio |
| Ituzaingó           | 3 - 1 | Acassuso         | Pacheco y Mariano Acosta | 2 de julio  |
| Ferrocarril Midland | 1 - 2 | Leandro N. Alem  | Ciudad de Libertad       | 2 de julio  |

| Centro Español   | 3 - 3 | Ferrocarril Midland | Francisco Urbano    | 10 de julio |
| Sportivo Palermo | 0 - 1 | Central Ballester   | Kelsey y Bonifacini | 10 de julio |
| Acassuso         | 4 - 3 | Puerto Nuevo        | Italia y Moreno     | 10 de julio |
| Atlas            | 1 - 1 | Ituzaingó           | Ricardo Puga        | 10 de julio |
| Juventud Unida   | 5 - 0 | Pilar               | Franco Muggeri      | 10 de julio |

| Puerto Nuevo        | 1 - 0 | Atlas            | Municipal de Campana | 16 de julio |
| Leandro N. Alem     | 1 - 2 | Centro Español   | Leandro N. Alem      | 16 de julio |
| Ferrocarril Midland | 3 - 0 | Sportivo Palermo | Ciudad de Libertad   | 16 de julio |
| Pilar               | 2 - 3 | Acassuso         | Franco Muggeri       | 16 de julio |
| Central Ballester   | 3 - 0 | Juventud Unida   | Italia y Moreno      | 16 de julio |

| Sportivo Palermo | 1 - 1 | Leandro N. Alem     | Kelsey y Bonifacini      | 23 de julio |
| Acassuso         | 3 - 1 | Central Ballester   | Italia y Moreno          | 23 de julio |
| Atlas            | 1 - 0 | Pilar               | Ricardo Puga             | 23 de julio |
| Ituzaingó        | 1 - 2 | Puerto Nuevo        | Pacheco y Mariano Acosta | 23 de julio |
| Juventud Unida   | 3 - 0 | Ferrocarril Midland | Franco Muggeri           | 23 de julio |

| Centro Español      | 5 - 1 | Sportivo Palermo | Francisco Urbano   | 13 de agosto |
| Leandro N. Alem     | 1 - 1 | Juventud Unida   | Leandro N. Alem    | 13 de agosto |
| Ferrocarril Midland | 0 - 2 | Acassuso         | Ciudad de Libertad | 13 de agosto |
| Pilar               | 1 - 3 | Ituzaingó        | Franco Muggeri     | 13 de agosto |
| Central Ballester   | 0 - 1 | Atlas            | Italia y Moreno    | 13 de agosto |

| Ituzaingó      | 4 - 2 | Central Ballester   | Pacheco y Mariano Acosta | 20 de agosto |
| Puerto Nuevo   | 3 - 2 | Pilar               | Municipal de Campana     | 20 de agosto |
| Acassuso       | 1 - 1 | Leandro N. Alem     | Italia y Moreno          | 20 de agosto |
| Atlas          | 1 - 2 | Ferrocarril Midland | Ricardo Puga             | 20 de agosto |
| Juventud Unida | 0 - 1 | Centro Español      | Franco Muggeri           | 20 de agosto |

| Centro Español      | 1 - 1 | Acassuso       | Francisco Urbano    | 27 de agosto |
| Sportivo Palermo    | 1 - 4 | Juventud Unida | Kelsey y Bonifacini | 27 de agosto |
| Leandro N. Alem     | 1 - 1 | Atlas          | Leandro N. Alem     | 27 de agosto |
| Ferrocarril Midland | 0 - 0 | Ituzaingó      | Ciudad de Libertad  | 27 de agosto |
| Central Ballester   | 2 - 1 | Puerto Nuevo   | Italia y Moreno     | 27 de agosto |

| Acassuso     | 6 - 1 | Sportivo Palermo    | Italia y Moreno          | 3 de septiembre |
| Puerto Nuevo | 0 - 3 | Ferrocarril Midland | Municipal de Campana     | 3 de septiembre |
| Atlas        | 1 - 2 | Centro Español      | Ricardo Puga             | 3 de septiembre |
| Ituzaingó    | 4 - 0 | Leandro N. Alem     | Pacheco y Mariano Acosta | 3 de septiembre |
| Pilar        | 2 - 1 | Central Ballester   | Franco Muggeri           | 3 de septiembre |

| Centro Español      | 0 - 2 | Ituzaingó    | Francisco Urbano    | 10 de septiembre |
| Sportivo Palermo    | 2 - 1 | Atlas        | Kelsey y Bonifacini | 10 de septiembre |
| Leandro N. Alem     | 4 - 1 | Puerto Nuevo | Leandro N. Alem     | 10 de septiembre |
| Ferrocarril Midland | 4 - 0 | Pilar        | Ciudad de Libertad  | 10 de septiembre |
| Juventud Unida      | 3 - 5 | Acassuso     | Franco Muggeri      | 10 de septiembre |

| Puerto Nuevo      | 1 - 3 | Centro Español      | Municipal de Campana     | 17 de septiembre |
| Atlas             | 1 - 1 | Juventud Unida      | Ricardo Puga             | 17 de septiembre |
| Ituzaingó         | 1 - 0 | Sportivo Palermo    | Pacheco y Mariano Acosta | 17 de septiembre |
| Pilar             | 1 - 1 | Leandro N. Alem     | Franco Muggeri           | 17 de septiembre |
| Central Ballester | 1 - 0 | Ferrocarril Midland | Italia y Moreno          | 17 de septiembre |

| Centro Español   | 1 - 2 | Pilar             | Francisco Urbano    | 24 de septiembre |
| Sportivo Palermo | 0 - 0 | Puerto Nuevo      | Kelsey y Bonifacini | 24 de septiembre |
| Acassuso         | 4 - 0 | Atlas             | Italia y Moreno     | 24 de septiembre |
| Leandro N. Alem  | 1 - 0 | Central Ballester | Leandro N. Alem     | 24 de septiembre |
| Juventud Unida   | 3 - 0 | Ituzaingó         | Franco Muggeri      | 24 de septiembre |

## Zona Sur

### Tabla de posiciones
| Pos. | Equipo                | Pts. | PJ | PG | PE | PP | GF | GC | Dif. |
| ---- | --------------------- | ---- | -- | -- | -- | -- | -- | -- | ---- |
| 1.º  | Sacachispas           | 37   | 22 | 17 | 3  | 2  | 55 | 21 | 34   |
| 2.º  | Ferrocarril Urquiza   | 27   | 22 | 12 | 3  | 7  | 44 | 37 | 7    |
| 3.º  | Piraña                | 26   | 22 | 12 | 2  | 8  | 43 | 36 | 7    |
| 4.º  | General Lamadrid      | 26   | 22 | 11 | 4  | 7  | 38 | 31 | 7    |
| 5.º  | Cañuelas              | 26   | 22 | 10 | 6  | 6  | 48 | 50 | −2   |
| 6.º  | General Belgrano      | 23   | 22 | 9  | 5  | 8  | 31 | 33 | −2   |
| 7.º  | Yupanqui              | 22   | 22 | 10 | 2  | 10 | 51 | 43 | 8    |
| 8.º  | San Martín de Burzaco | 22   | 22 | 8  | 6  | 8  | 31 | 28 | 3    |
| 9.º  | Defensores de Almagro | 20   | 22 | 9  | 2  | 11 | 39 | 46 | −7   |
| 10.º | Sportivo Barracas     | 18   | 22 | 7  | 4  | 11 | 52 | 48 | 4    |
| 11.º | Deportivo Paraguayo   | 11   | 22 | 3  | 5  | 14 | 36 | 60 | −24  |
| 12.º | Brown de Adrogué      | 6    | 22 | 2  | 2  | 18 | 27 | 62 | −35  |

|  | Clasificó al Torneo Decagonal por el campeonato |

### Resultados
| Defensores de Almagro | 1 - 4 | Yupanqui              | Monumental de Villa Lynch | 2 de abril |
| Piraña                | 3 - 2 | General Belgrano      | General Lamadrid          | 2 de abril |
| Brown de Adrogué      | 1 - 1 | Deportivo Paraguayo   | Brown de Adrogué          | 2 de abril |
| Sportivo Barracas     | 2 - 3 | San Martín de Burzaco | Olavarría y Luna          | 2 de abril |
| Cañuelas              | 0 - 1 | General Lamadrid      | El Cajón                  | 2 de abril |
| Sacachispas           | 5 - 3 | Ferrocarril Urquiza   | Lacarra y Barros Pazos    | 2 de abril |

| Sacachispas           | 4 - 1 | Defensores de Almagro | Lacarra y Barros Pazos    | 9 de abril |
| Ferrocarril Urquiza   | 3 - 1 | Cañuelas              | Monumental de Villa Lynch | 9 de abril |
| General Lamadrid      | 3 - 1 | Sportivo Barracas     | General Lamadrid          | 9 de abril |
| San Martín de Burzaco | 3 - 0 | Brown de Adrogué      | Brown de Adrogué          | 9 de abril |
| Deportivo Paraguayo   | 5 - 3 | Piraña                | Piraña                    | 9 de abril |
| General Belgrano      | 1 - 0 | Yupanqui              | José María Moraños        | 9 de abril |

| Defensores de Almagro | 2 - 1 | General Belgrano      | Monumental de Villa Lynch | 16 de abril |
| Yupanqui              | 1 - 1 | Deportivo Paraguayo   | Lacarra y Barros Pazos    | 16 de abril |
| Piraña                | 2 - 1 | San Martín de Burzaco | General Lamadrid          | 16 de abril |
| Brown de Adrogué      | 0 - 2 | General Lamadrid      | Brown de Adrogué          | 16 de abril |
| Sportivo Barracas     | 3 - 2 | Ferrocarril Urquiza   | Olavarría y Luna          | 16 de abril |
| Cañuelas              | 0 - 2 | Sacachispas           | El Cajón                  | 16 de abril |

| Cañuelas              | 2 - 1 | Defensores de Almagro | El Cajón                  | 23 de abril |
| Sacachispas           | 1 - 3 | Sportivo Barracas     | Lacarra y Barros Pazos    | 23 de abril |
| Ferrocarril Urquiza   | 4 - 2 | Brown de Adrogué      | Monumental de Villa Lynch | 23 de abril |
| General Lamadrid      | 1 - 0 | Piraña                | General Lamadrid          | 23 de abril |
| San Martín de Burzaco | 1 - 0 | Yupanqui              | Brown de Adrogué          | 23 de abril |
| Deportivo Paraguayo   | 1 - 2 | General Belgrano      | Riestra y Lacarra         | 23 de abril |

| Defensores de Almagro | 2 - 0 | Deportivo Paraguayo   | Monumental de Villa Lynch | 30 de abril |
| General Belgrano      | 0 - 2 | San Martín de Burzaco | Estadio de Colegiales     | 30 de abril |
| Yupanqui              | 6 - 2 | General Lamadrid      | Lacarra y Barros Pazos    | 30 de abril |
| Piraña                | 2 - 3 | Ferrocarril Urquiza   | General Lamadrid          | 30 de abril |
| Brown de Adrogué      | 0 - 1 | Sacachispas           | Brown de Adrogué          | 30 de abril |
| Sportivo Barracas     | 2 - 2 | Cañuelas              | Olavarría y Luna          | 30 de abril |

| Sportivo Barracas     | 1 - 2 | Defensores de Almagro | Olavarría y Luna          | 7 de mayo |
| Cañuelas              | 3 - 1 | Brown de Adrogué      | El Cajón                  | 7 de mayo |
| Sacachispas           | 2 - 0 | Piraña                | Lacarra y Barros Pazos    | 7 de mayo |
| Ferrocarril Urquiza   | 3 - 3 | Yupanqui              | Monumental de Villa Lynch | 7 de mayo |
| General Lamadrid      | 1 - 0 | General Belgrano      | General Lamadrid          | 7 de mayo |
| San Martín de Burzaco | 1 - 1 | Deportivo Paraguayo   | Brown de Adrogué          | 7 de mayo |

| Defensores de Almagro | 1 - 3 | San Martín de Burzaco | Monumental de Villa Lynch | 14 de mayo |
| Deportivo Paraguayo   | 2 - 6 | General Lamadrid      | Riestra y Lacarra         | 14 de mayo |
| General Belgrano      | 1 - 1 | Ferrocarril Urquiza   | Estadio de Colegiales     | 14 de mayo |
| Yupanqui              | 1 - 5 | Sacachispas           | Lacarra y Barros Pazos    | 14 de mayo |
| Piraña                | 3 - 3 | Cañuelas              | General Lamadrid          | 14 de mayo |
| Brown de Adrogué      | 6 - 4 | Sportivo Barracas     | Brown de Adrogué          | 14 de mayo |

| Brown de Adrogué    | 0 - 1 | Defensores de Almagro | Brown de Adrogué          | 21 de mayo |
| Sportivo Barracas   | 2 - 4 | Piraña                | Olavarría y Luna          | 21 de mayo |
| Cañuelas            | 4 - 2 | Yupanqui              | El Cajón                  | 21 de mayo |
| Sacachispas         | 0 - 0 | General Belgrano      | Lacarra y Barros Pazos    | 21 de mayo |
| Ferrocarril Urquiza | 1 - 2 | Deportivo Paraguayo   | Monumental de Villa Lynch | 21 de mayo |
| General Lamadrid    | 1 - 1 | San Martín de Burzaco | General Lamadrid          | 21 de mayo |

| Defensores de Almagro | 2 - 2 | General Lamadrid    | Monumental de Villa Lynch | 28 de mayo |
| San Martín de Burzaco | 2 - 1 | Ferrocarril Urquiza | Francisco Boga            | 28 de mayo |
| Deportivo Paraguayo   | 0 - 1 | Sacachispas         | Riestra y Lacarra         | 28 de mayo |
| General Belgrano      | 1 - 0 | Cañuelas            | Estadio de Colegiales     | 28 de mayo |
| Yupanqui              | 0 - 1 | Sportivo Barracas   | Lacarra y Barros Pazos    | 28 de mayo |
| Piraña                | 2 - 0 | Brown de Adrogué    | Olavarría y Luna          | 28 de mayo |

| Piraña              | 2 - 0 | Defensores de Almagro | General Lamadrid          | 4 de junio |
| Brown de Adrogué    | 2 - 1 | Yupanqui              | Brown de Adrogué          | 4 de junio |
| Sportivo Barracas   | 1 - 2 | General Belgrano      | Olavarría y Luna          | 4 de junio |
| Cañuelas            | 4 - 3 | Deportivo Paraguayo   | El Cajón                  | 4 de junio |
| Sacachispas         | 1 - 0 | San Martín de Burzaco | Lacarra y Barros Pazos    | 4 de junio |
| Ferrocarril Urquiza | 1 - 0 | General Lamadrid      | Monumental de Villa Lynch | 4 de junio |

| Defensores de Almagro | 0 - 2 | Ferrocarril Urquiza | Monumental de Villa Lynch | 11 de junio |
| General Lamadrid      | 1 - 2 | Sacachispas         | Lacarra y Barros Pazos    | 11 de junio |
| San Martín de Burzaco | 2 - 2 | Cañuelas            | Francisco Boga            | 11 de junio |
| Deportivo Paraguayo   | 2 - 2 | Sportivo Barracas   | Riestra y Lacarra         | 11 de junio |
| General Belgrano      | 1 - 0 | Brown de Adrogué    | José María Moraños        | 11 de junio |
| Yupanqui              | 3 - 2 | Piraña              | Lacarra y Barros Pazos    | 11 de junio |

| Yupanqui              | 3 - 2 | Defensores de Almagro | Lacarra y Barros Pazos    | 18 de junio |
| General Belgrano      | 1 - 4 | Piraña                | José María Moraños        | 18 de junio |
| Deportivo Paraguayo   | 4 - 1 | Brown de Adrogué      | Riestra y Lacarra         | 18 de junio |
| San Martín de Burzaco | 1 - 1 | Sportivo Barracas     | Francisco Boga            | 18 de junio |
| General Lamadrid      | 3 - 3 | Cañuelas              | General Lamadrid          | 18 de junio |
| Ferrocarril Urquiza   | 0 - 1 | Sacachispas           | Monumental de Villa Lynch | 18 de junio |

| Defensores de Almagro | 2 - 2 | Sacachispas           | Monumental de Villa Lynch | 25 de junio |
| Cañuelas              | 3 - 2 | Ferrocarril Urquiza   | El Cajón                  | 25 de junio |
| Sportivo Barracas     | 3 - 2 | General Lamadrid      | Olavarría y Luna          | 25 de junio |
| Brown de Adrogué      | 2 - 2 | San Martín de Burzaco | Brown de Adrogué          | 25 de junio |
| Piraña                | 2 - 0 | Deportivo Paraguayo   | General Lamadrid          | 25 de junio |
| Yupanqui              | 1 - 0 | General Belgrano      | Lacarra y Barros Pazos    | 25 de junio |

| General Belgrano      | 6 - 3 | Defensores de Almagro | José María Moraños        | 2 de julio |
| Deportivo Paraguayo   | 2 - 3 | Yupanqui              | Riestra y Lacarra         | 2 de julio |
| San Martín de Burzaco | 0 - 2 | Piraña                | Francisco Boga            | 2 de julio |
| General Lamadrid      | 3 - 1 | Brown de Adrogué      | General Lamadrid          | 2 de julio |
| Ferrocarril Urquiza   | 1 - 6 | Sportivo Barracas     | Monumental de Villa Lynch | 2 de julio |
| Sacachispas           | 8 - 0 | Cañuelas              | Lacarra y Barros Pazos    | 2 de julio |

| Defensores de Almagro | 3 - 1 | Cañuelas              | Monumental de Villa Lynch | 10 de julio |
| Sportivo Barracas     | 2 - 2 | Sacachispas           | Olavarría y Luna          | 10 de julio |
| Brown de Adrogué      | 1 - 6 | Ferrocarril Urquiza   | Brown de Adrogué          | 10 de julio |
| Piraña                | 0 - 1 | General Lamadrid      | General Lamadrid          | 10 de julio |
| Yupanqui              | 3 - 2 | San Martín de Burzaco | Lacarra y Barros Pazos    | 10 de julio |
| General Belgrano      | 1 - 0 | Deportivo Paraguayo   | José María Moraños        | 10 de julio |

| Deportivo Paraguayo   | 3 - 5 | Defensores de Almagro | Riestra y Lacarra         | 16 de julio |
| San Martín de Burzaco | 3 - 1 | General Belgrano      | Francisco Boga            | 16 de julio |
| General Lamadrid      | 2 - 0 | Yupanqui              | General Lamadrid          | 16 de julio |
| Ferrocarril Urquiza   | 2 - 1 | Piraña                | Monumental de Villa Lynch | 16 de julio |
| Sacachispas           | 3 - 1 | Brown de Adrogué      | Lacarra y Barros Pazos    | 16 de julio |
| Cañuelas              | 3 - 2 | Sportivo Barracas     | El Cajón                  | 16 de julio |

| Defensores de Almagro | 2 - 0 | Sportivo Barracas     | Monumental de Villa Lynch | 23 de julio |
| Brown de Adrogué      | 2 - 4 | Cañuelas              | Brown de Adrogué          | 23 de julio |
| Piraña                | 2 - 0 | Sacachispas           | Lacarra y Barros Pazos    | 23 de julio |
| Yupanqui              | 1 - 2 | Ferrocarril Urquiza   | Lacarra y Barros Pazos    | 23 de julio |
| General Belgrano      | 2 - 2 | General Lamadrid      | José María Moraños        | 23 de julio |
| Deportivo Paraguayo   | 1 - 1 | San Martín de Burzaco | Riestra y Lacarra         | 23 de julio |

| San Martín de Burzaco | 2 - 1 | Defensores de Almagro | Francisco Boga            | 30 de julio |
| General Lamadrid      | 3 - 1 | Deportivo Paraguayo   | General Lamadrid          | 30 de julio |
| Ferrocarril Urquiza   | 0 - 0 | General Belgrano      | Monumental de Villa Lynch | 30 de julio |
| Sacachispas           | 3 - 2 | Yupanqui              | Lacarra y Barros Pazos    | 30 de julio |
| Cañuelas              | 1 - 1 | Piraña                | El Cajón                  | 30 de julio |
| Sportivo Barracas     | 2 - 0 | Brown de Adrogué      | Olavarría y Luna          | 30 de julio |

| Defensores de Almagro | 3 - 1 | Brown de Adrogué    | Kelsey y Bonifacini    | 6 de agosto |
| Piraña                | 2 - 1 | Sportivo Barracas   | General Lamadrid       | 6 de agosto |
| Yupanqui              | 2 - 3 | Cañuelas            | Lacarra y Barros Pazos | 6 de agosto |
| General Belgrano      | 1 - 3 | Sacachispas         | José María Moraños     | 6 de agosto |
| Deportivo Paraguayo   | 1 - 2 | Ferrocarril Urquiza | Riestra y Lacarra      | 6 de agosto |
| San Martín de Burzaco | 0 - 1 | General Lamadrid    | Francisco Boga         | 6 de agosto |

| General Lamadrid    | 1 - 2 | Defensores de Almagro | General Lamadrid          | 13 de agosto |
| Ferrocarril Urquiza | 1 - 0 | San Martín de Burzaco | Monumental de Villa Lynch | 13 de agosto |
| Sacachispas         | 4 - 1 | Deportivo Paraguayo   | Lacarra y Barros Pazos    | 13 de agosto |
| Cañuelas            | 2 - 2 | General Belgrano      | El Cajón                  | 13 de agosto |
| Sportivo Barracas   | 2 - 4 | Yupanqui              | Olavarría y Luna          | 13 de agosto |
| Brown de Adrogué    | 2 - 3 | Piraña                | Brown de Adrogué          | 13 de agosto |

| Defensores de Almagro | 1 - 3 | Piraña              | Kelsey y Bonifacini    | 20 de agosto |
| Yupanqui              | 6 - 2 | Brown de Adrogué    | Lacarra y Barros Pazos | 20 de agosto |
| General Belgrano      | 3 - 2 | Sportivo Barracas   | José María Moraños     | 20 de agosto |
| Deportivo Paraguayo   | 4 - 5 | Cañuelas            | Riestra y Lacarra      | 20 de agosto |
| San Martín de Burzaco | 1 - 2 | Sacachispas         | Francisco Boga         | 20 de agosto |
| General Lamadrid      | 0 - 1 | Ferrocarril Urquiza | General Lamadrid       | 20 de agosto |

| Ferrocarril Urquiza | 3 - 2 | Defensores de Almagro | Monumental de Villa Lynch | 27 de agosto |
| Sacachispas         | 3 - 0 | General Lamadrid      | Lacarra y Barros Pazos    | 27 de agosto |
| Cañuelas            | 2 - 0 | San Martín de Burzaco | El Cajón                  | 27 de agosto |
| Sportivo Barracas   | 9 - 1 | Deportivo Paraguayo   | Olavarría y Luna          | 27 de agosto |
| Brown de Adrogué    | 2 - 3 | General Belgrano      | Brown de Adrogué          | 27 de agosto |
| Piraña              | 0 - 5 | Yupanqui              | General Lamadrid          | 27 de agosto |

## Torneo Decagonal

### Tabla de posiciones
| Pos. | Equipo              | Pts. | PJ | PG | PE | PP | GF | GC | Dif. |
| ---- | ------------------- | ---- | -- | -- | -- | -- | -- | -- | ---- |
| 1.º  | General Lamadrid    | 16   | 9  | 7  | 2  | 0  | 16 | 5  | 11   |
| 2.º  | Ferrocarril Midland | 15   | 9  | 7  | 1  | 1  | 29 | 11 | 18   |
| 3.º  | Piraña              | 11   | 9  | 4  | 3  | 2  | 17 | 13 | 4    |
| 4.º  | Acassuso            | 10   | 9  | 4  | 2  | 3  | 21 | 12 | 9    |
| 5.º  | Sacachispas         | 10   | 9  | 4  | 2  | 3  | 23 | 15 | 8    |
| 6.º  | Ferrocarril Urquiza | 7    | 9  | 3  | 1  | 5  | 16 | 23 | −7   |
| 7.º  | Ituzaingó           | 7    | 9  | 3  | 1  | 5  | 14 | 21 | −7   |
| 8.º  | Cañuelas            | 6    | 9  | 2  | 2  | 5  | 16 | 22 | −6   |
| 9.º  | Central Ballester   | 4    | 9  | 2  | 0  | 7  | 9  | 22 | −13  |
| 10.º | Leandro N. Alem     | 4    | 9  | 1  | 2  | 6  | 16 | 33 | −17  |

|  | Se consagró campeón y ascendió a la Primera C |

### Resultados
| Cañuelas            | 2 - 2 | Acassuso            | El Cajón               | 8 de octubre |
| Ferrocarril Midland | 1 - 0 | Central Ballester   | Ciudad de Libertad     | 8 de octubre |
| General Lamadrid    | 1 - 0 | Leandro N. Alem     | Enrique Sexto          | 8 de octubre |
| Piraña              | 2 - 1 | Ferrocarril Urquiza | Riestra y Lacarra      | 8 de octubre |
| Sacachispas         | 3 - 0 | Ituzaingó           | Lacarra y Barros Pazos | 8 de octubre |

| Central Ballester   | 1 - 0 | Piraña           | Italia y Moreno           | 15 de octubre |
| Acassuso            | 3 - 1 | Ituzaingó        | ***Acassuso               | 15 de octubre |
| Ferrocarril Midland | 2 - 0 | Sacachispas      | Ciudad de Libertad        | 15 de octubre |
| Ferrocarril Urquiza | 0 - 1 | General Lamadrid | Monumental de Villa Lynch | 15 de octubre |
| Leandro N. Alem     | 1 - 3 | Cañuelas         | Leandro N. Alem           | 15 de octubre |

| Cañuelas         | 3 - 4 | Ferrocarril Urquiza | El Cajón                 | 22 de octubre |
| General Lamadrid | 2 - 1 | Central Ballester   | Enrique Sexto            | 22 de octubre |
| Ituzaingó        | 2 - 1 | Leandro N. Alem     | Pacheco y Mariano Acosta | 22 de octubre |
| Piraña           | 1 - 2 | Ferrocarril Midland | Riestra y Lacarra        | 22 de octubre |
| Sacachispas      | 1 - 1 | Acassuso            | Lacarra y Barros Pazos   | 22 de octubre |

| Central Ballester   | 1 - 0 | Cañuelas         | Italia y Moreno           | 29 de octubre |
| Ferrocarril Midland | 1 - 1 | General Lamadrid | Ciudad de Libertad        | 29 de octubre |
| Ferrocarril Urquiza | 4 - 1 | Ituzaingó        | Monumental de Villa Lynch | 29 de octubre |
| Leandro N. Alem     | 2 - 5 | Acassuso         | Leandro N. Alem           | 29 de octubre |
| Piraña              | 2 - 0 | Sacachispas      | Riestra y Lacarra         | 29 de octubre |

| Cañuelas         | 2 - 4 | Ferrocarril Midland | El Cajón                 | 5 de noviembre |
| Acassuso         | 3 - 0 | Ferrocarril Urquiza | ***Acassuso              | 5 de noviembre |
| Ituzaingó        | 3 - 1 | Central Ballester   | Pacheco y Mariano Acosta | 5 de noviembre |
| General Lamadrid | 1 - 1 | Piraña              | Enrique Sexto            | 5 de noviembre |
| Sacachispas      | 6 - 2 | Leandro N. Alem     | Lacarra y Barros Pazos   | 5 de noviembre |

| Central Ballester   | 0 - 4 | Acassuso        | Italia y Moreno           | 12 de noviembre |
| Ferrocarril Midland | 2 - 3 | Ituzaingó       | Ciudad de Libertad        | 12 de noviembre |
| General Lamadrid    | 2 - 0 | Sacachispas     | Lacarra y Barros Pazos    | 12 de noviembre |
| Piraña              | 3 - 1 | Cañuelas        | Riestra y Lacarra         | 12 de noviembre |
| Ferrocarril Urquiza | 1 - 1 | Leandro N. Alem | Monumental de Villa Lynch | 12 de noviembre |

| Acassuso        | 0 - 1 | Ferrocarril Midland | ***Acassuso              | 19 de noviembre |
| Cañuelas        | 0 - 3 | General Lamadrid    | El Cajón                 | 19 de noviembre |
| Ituzaingó       | 2 - 2 | Piraña              | Pacheco y Mariano Acosta | 19 de noviembre |
| Leandro N. Alem | 4 - 1 | Central Ballester   | Leandro N. Alem          | 19 de noviembre |
| Sacachispas     | 6 - 0 | Ferrocarril Urquiza | Lacarra y Barros Pazos   | 19 de noviembre |

| Ferrocarril Midland | 10 - 1 | Leandro N. Alem     | Ciudad de Libertad | 26 de noviembre |
| Cañuelas            | 2 - 2  | Sacachispas         | El Cajón           | 3 de diciembre  |
| General Lamadrid    | 2 - 0  | Ituzaingó           | Enrique Sexto      | 3 de diciembre  |
| Central Ballester   | 0 - 3  | Ferrocarril Urquiza | Italia y Moreno    | 3 de diciembre  |
| Piraña              | 2 - 1  | Acassuso            | Riestra y Lacarra  | 3 de diciembre  |

| Acassuso            | 2 - 3 | General Lamadrid    | José Dellagiovanna        | 10 de diciembre |
| Ferrocarril Urquiza | 3 - 6 | Ferrocarril Midland | Monumental de Villa Lynch | 10 de diciembre |
| Ituzaingó           | 2 - 3 | Cañuelas            | Pacheco y Mariano Acosta  | 10 de diciembre |
| Leandro N. Alem     | 4 - 4 | Piraña              | Leandro N. Alem           | 10 de diciembre |
| Sacachispas         | 5 - 4 | Central Ballester   | Lacarra y Barros Pazos    | 10 de diciembre |